# 梅森环形山
梅森环形山(Mason)是月球正面位于死湖东南岸一座古老撞击坑的残迹，形成于酒海纪代，以英国天文学家查尔斯·梅森(Charles Mason，1730年–1787年)之名命名，1935年被国际天文学联合会批准接受。

## 描述
该陨坑几乎紧挨已被淹没的普拉纳陨石坑东侧及比格陨石坑东南侧；东北坐落着赫拉克勒斯环形山、威廉斯陨石坑位于它的东面、东南则是格罗夫环形山。梅森环形山东北是细长的"比格月溪"(Rimae Bürg)、南面为直径384公里的梦湖。
环形山中心月面坐标为42°42′N 30°31′E / 42.7°N 30.51°E，直径33.3公里，深度1390米。
梅森环形山是一座已严重侵蚀的撞击坑，外形有些不规则，东西方向更长，边缘已破碎成一系列难以辨识的峰峦和脊岭，其东、南二侧坑壁与崎岖的高地融为一体，北侧壁布满连通死湖的裂口；而西侧边缘上的裂缝或峡谷一直延伸至普纳陨坑东侧边缘。碗状的坑底已被熔岩淹没填平，形成一座近似没有侧壁的平坦盆地。坑底西北部则坐落着小卫星坑"梅森 A"。

## 卫星陨石坑

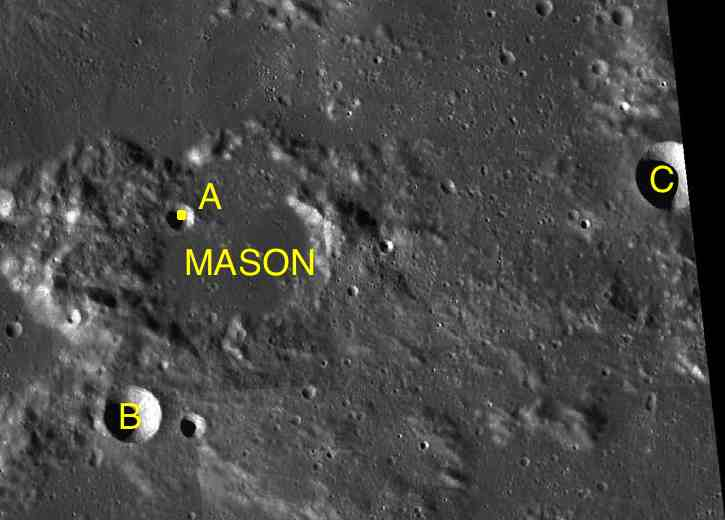
LAC-26 拼接图.

按惯例，最靠近梅森环形山的卫星坑在月图上以字母标注在该坑中心点的旁边。
| 梅森 | 纬度    | 经度    | 直径    |
| ---- | ------- | ------- | ------- |
| A    | 42.8° N | 30.1° E | 5 公里  |
| B    | 41.8° N | 29.6° E | 10 公里 |
| C    | 42.9° N | 33.8° E | 12 公里 |

- 卫星坑梅森 C"已被月球和行星天文协会(ALPO)列入《内侧壁坡带有暗黑辐射纹的撞击坑列表》。